# Phytoliriomyza fumicosta
Phytoliriomyza fumicosta este o specie de muște din genul Phytoliriomyza, familia Agromyzidae. A fost descrisă pentru prima dată de Malloch în anul 1914. Conform Catalogue of Life specia Phytoliriomyza fumicosta nu are subspecii cunoscute.